# Ballokume
Ballokume es una galleta albanesa, con orígenes en la ciudad de Elbasan, pero también popular por toda  Albania, Kosovo y entre la diáspora albanesa. Está hecho de maicena, huevos, azúcar y mantequilla y es tradicionalmente consumido en el Día de verano, el 14 de marzo.